# Ambrosiaemyces zeylanicus
Ambrosiaemyces zeylanicus är en svampart som beskrevs av Trotter 1934. Ambrosiaemyces zeylanicus ingår i släktet Ambrosiaemyces, divisionen sporsäcksvampar och riket svampar.   Inga underarter finns listade i Catalogue of Life.